# Natalia Chudzik
Natalia Chudzik (ur. 8 sierpnia 1989 w Koszalinie) – polska piłkarka, grająca na pozycji pomocniczki.

## Kariera
Wychowanka Victorii Sianów, następnie grała w Medyku Konin, a od sezonu 2011/12 występowała w RTP Unii Racibórz, z którą zdobyła w sezonie 2011/12 mistrzostwo i Puchar Polski. W 2015 r. ponownie przeszła do Medyka Konin, skąd w 2022 r. przeniosła się do włoskiego Freedom FC. Od 2023 r. występuje w Czarnych Sosnowiec.
W latach 2008–2021 w kadrze narodowej rozegrała 87 spotkań międzypaństwowych, zdobywając w nich 7 goli.